# إدوارد آر. بريسمان
إدوارد آر. بريسمان (بالإنجليزية: Edward R. Pressman)‏ هو منتج أفلام أمريكي ولد بتاريخ 11 أبريل 1943 في نيويورك.

## وصلات خارجية
- إدوارد آر. بريسمان على موقع IMDb (الإنجليزية)
- إدوارد آر. بريسمان على موقع قاعدة بيانات برودواي على الإنترنت (الإنجليزية)
- إدوارد آر. بريسمان على موقع قاعدة بيانات الفيلم (الإنجليزية)